# Peter Fryer (lekkoatleta)
Peter Goodwin Fryer (ur. 2 lipca 1928 w Peterborough, zm. 20 grudnia 1999 w Fotheringhay) – brytyjski lekkoatleta, sprinter, medalista igrzysk Imperium Brytyjskiego i Wspólnoty Brytyjskiej w 1954.
Wystąpił jako reprezentant Anglii na igrzyskach Imperium Brytyjskiego i Wspólnoty Brytyjskiej w 1954 w Vancouver, gdzie zdobył złoty medal w sztafecie 4 × 440 jardów (która biegła w składzie: Alan Dick, Derek Johnson, Peter Higgins i Fryer), a także zajął 4. miejsce w  biegu na 440 jardów. Startując w barwach Wielkiej Brytanii odpadł w eliminacjach biegu na 400 metrów na mistrzostwach Europy w 1954 w Bernie, a brytyjska sztafeta 4 × 400 metrów w składzie: Higgins, Dick, Fryer i Johnson została zdyskwalifikowana w finale za utrudnianie biegu innym zawodnikom (pierwotnie zajęła 1. miejsce).
Frye był mistrzem Wielkiej Brytanii (AAA) w biegu na 440 jardów w latach 1953–1955.
Jego rekord życiowy w biegu na 440 jardów wynosił 47,7 s (ustanowiony 16 lipca 1955 w Londynie).